# نقطة معلومات (نقاش تنافسي)
نقاط المعلومات، واختصارها بالإنجليزية POIs، هي إحدى سمات النقاش البرلماني التي تسمح لأعضاء الفريق بطرح نقطة مختصرة أثناء الخطاب الحالي. وكما هو الحال في بعض أنماط النقاش، مثل نمط المدارس الدولية، قد لا تطرَح هذه النقاط في الدقيقة الأولى أو الأخيرة من أي حديث (فيما يُعرَف بوقت الحماية)، أو أثناء خطابات الرد. ونقاط المعلومات قد لا تُطرَح مطلقًا لعضو في الفريق ذاته.
تمثل نقاط المعلومات جزءًا مهمًا في أي نقاش يشتمل عليها، إذ توفر درجة أعلى من الانخراط في النقاش بين الفريقين. وفي بعض أنماط النقاش، مثل النمط البرلماني البريطاني، تزداد أهمية هذه النقاط لأن الفرق تُجبَر على استخدامها من أجل الحفاظ على علاقتهم أثناء النقاش. علاوةً على ذلك، تسمح نقاط المعلومات للمتحدثين بإظهار قدر أكبر من الفطنة وحضور الذهن مقارنةً بما هو ممكن بوجه عام في أي خطاب، إذ يستلزم الأمر هذه النقاط للاستجابة الفورية للنقاط المُعَدة من المعارضة بأسلوب منطقي.
نقطة المعلومات هي أيضًا طلب للحصول على معلومات من المتحدث الحالي كما هو موضح في كتاب Robert's Rules of Order (قواعد النظام الديمقراطية). وقد تم تغيير اسم هذا الكتاب في الطبعة الحادية عشرة له التي نُشِرت في عام 2011 إلى «طلب الحصول على المعلومات» لإيضاح الغرض منه.

## الآداب
في جميع المنافسات التي تسمح باستخدام نقاط المعلومات، يكون هذا الاستخدام محدودًا بعدد من القواعد التي تسمح للمستخدم بالحفاظ على سيطرته على خطابه. وبوجه عام، يكون إجراء طرح نقطة معلومات كما يلي:
1. يقف عضو الفريق المنافس، ويطرح النقطة.
2. يوافق المتحدث بعد ذلك على النقطة، أو يرفضها، أو يعرض قبولها في نهاية حديثه.
3. في حال قبول نقطة المعلومات، يمكن للمناقش الذي طرحها إقحام نقطة أو سؤال أو عبارة أخرى باختصار في النقاش. وينبغي على المناقش بوجه عام فعل ذلك خلال خمس عشرة ثانية أو أقل، ويجوز للمتحدث مقاطعته في أي لحظة.
4. ينبغي على المتحدث الرد على نقطة المعلومات على الفور.

من القواعد الأساسية لنقاط المعلومات أن كل متحدث ينبغي عليه قبول نقطتين أثناء الحديث الذي يلقيه، ويعرض نقطتين لكل متحدث منافس. وقبول عدد قليل من النقاط قد يُفسَر على أنه جُبن عندما يكون عدد هذه النقاط كبيرًا، في حين يغامر المتحدثون الذين يقبلون بعدد كبير من هذه النقاط بفقدان سيطرتهم على الحديث. وبالمثل، يُهاجَم المتحدثون بوجه عام عند إفراطهم في طرح نقاط المعلومات، ويُعرَف ذلك باسم المضايقة بالإلحاح التي تؤدي عادةً إلى مطالبة المُحكِم بعودة النظام إلى النقاش.
ونقاط المعلومات - شأنها شأن أية تقنية نقاش أخرى - تخضع للأسلوب الشخصي لكل متحدث. على سبيل المثال، رغم أنه من المقبول بوجه عام أن المناقش ينبغي عليه الوقوف أثناء طرح نقطة المعلومات، لا توجد صيغة محددة للطرح ذاته. من أمثلة الطرح الصالحة التي يمكن مزجها بأي من إيماءات اليد الشائعة العديدة:
- «من نقاط المعلومات التي يمكن طرحها»
- «هل بإمكاني طرح هذه النقطة سيدي/سيدتي»
- «فيما يتعلق بـ [الموضوع] (على سبيل المثال، رأس المال السياسي أو الجدوى)»
- «فيما يتعلق بهذه النقطة، سيدي/سيدتي»

لا يوجد كذلك أسلوب محدد للتعامل مع نقاط المعلومات. في حين يمكن للمتحدث دحض نقطة المعلومات أو التعامل معها على الفور مثاليًا، ومن المقبول أيضًا أن يحيل العضو المنافس إلى جزء آخر من حديثه (مثل «سأتناول هذه النقطة بمزيد من التفصيل لاحقًا في حديثي»)، أو إحالة النقطة بأكملها إلى أحد المتحدثين الآخرين (مثل «من الواضح أن هذه النقطة غير صحيحة، سوف يتناول المتحدث التالي...»). ورغم أن المتحدثين لا يحصلون على درجات واضحة مقابل جودة نقاط المعلومات التي يطرحونها أو ردودهم عليها، فإن هذه النقاط تساعدهم في إحداث انطباع لدى الآخرين بمهارتهم، وتحسين درجتهم الكلية في النقاش.

## أنواع نقاط المعلومات
يمكن طرح نقاط المعلومات بطرق عدة حسب نمط النقاش المُتبَع. وأكثر هذه الطرق شيوعًا هي:
- نقاط المعلومات التي يطرح فيها المناقش حُجةً أو سؤالاً على المتحدث.
- نقاط التحريف التي تسمح للفريق المنافس بالإشارة إلى أن المتحدث يحرف حُجته أو يحدث مغالطة بهلوانية. وهذه النقاط لا تتطلب حتى موافقة المتحدث، حيث أن مجرد طرح نقطة التحريف يشير إلى أن المتحدث يتعامل مع خصمه معاملة غير منصفة.